# 铃木贞一
铃木贞一（1888年12月16日—1989年7月15日），日本軍人、陸軍中将。明治21年出生于千叶县山武郡芝山町，历经明治、大正、昭和、平成四个时代，有“西裝军人”（背広を着た軍人）之稱。他在合稱“三奸四愚”的东条英机一派中被納入三奸之一（另外二奸是加藤泊治郎、四方谅二）。战后經指定为甲级战犯，判處終身監禁，1955年出狱，1989年去世。

## 生平

### 早年
铃木贞一是千叶县地主鈴木八十吉的长子，就读于東京的学校法人成蹊学园与京北中学校，1910年陸軍士官学校（22期）毕业，1917年陸軍大学校（29期）毕业。原来报考志愿是开发满洲的森林，毕业后也继续关注支那（中国）问题的研究，历任参谋本部支那班部员、作战课部员、驻上海及北京、武汉武官。
1927年11月，铃木与深山龟三郎等人共同组建木曜会。1929年5月19日，永田铁山、东条英机、板垣征四郎、石原莞尔等陸軍中堅将校的二叶会与木曜会合并为一夕会。他参加了1931年三月事件（日本右翼团体樱会策动的最早的一次未遂武装政变）。被认为是日本情报战和宣传战的专家，和当时在北京的日本国际通讯社的古野伊之助也有很深的关系。

### 军旅生涯
铃木贞一得名“西裝军人”，是因为他穿西服的时候比穿军服的时候多。而且也没有野战部队实战的经历，雖然是軍職但是主要从事外務工作。一般日本军队的专业军官要不就是从地方上招，要不然就是送陆军士官学校毕业生去学校学习。而铃木贞一不同，他是在陆军大学校毕业以后再送到东京帝国大学经济系去学习的，有正经学位。1931年9月，满洲事变爆发，他在军务局工作，代表参谋本部满蒙班，极力推动满洲的日军进攻。期间，他与白鸟敏夫和森恪一起主张国际联盟脱离论，作为在军部的联盟脱离推进派名声远扬。1934年，成为新闻班长。
1936年的二二六事件之际，他与山下奉文一起劝说叛变军队放弃抵抗回营。事件发生后，皇道派势力衰落，统制派掌握陆军实权，铃木贞一出任步兵第14联队長。1937年晋升为少将。1938年4月14日任第3軍参謀長，同年12月16日，就任兴亚院政務部長（至1941年4月）。1940年8月1日晋升陆军中将，同年12月23日就任兴亚院总務長官心得。1941年4月4日编入预备役，同时任第2次近卫内阁的国务大臣兼企划院总裁，此后在第3次近卫内阁和东条内阁留任国务大臣。在东条内阁时期，日本打算模仿英国殖民印度的方式設立大东亚省，陆军取代外务省掌握关于亚洲关系的权限，实际上当时打算由铃木贞一当外务大臣的，但是败给了青木一男。
太平洋战争开战之前的1941年10月-12月的御前会議中，按照日本的经济力和军力的数量分析结果，主张开战。在会议中，铃木的判断是如果坐等ABCD包围网形成，三年后日本将没有石油，不仅产业衰退，军事行动也变得不可能，那时不仅仅是支那满州，连朝鲜半岛和台湾也将丢失。所以，他向昭和天皇裕仁陈述：与其坐等对方的压迫，不如确保国力的增长。因此与美、英、荷兰开战的話，占据南方资源地带的事必不可少，是日軍中支持南下侵襲的派系。
根据对战后的铃木的采访，他在企划院总裁就任的时候，也做过对美战争船舶亏损率的研究，结果境况并不乐观。不过海军在东条内阁成立的时候打包票，表示不用担心。加上当时深陷中国战场，對开战奪取東南亞的資源已经不可避免，也就没有多想。
1942年2月就任大东亚建设审议会幹事長，1943年10月8日任日本贵族院議員、内阁顾问、大日本产业报国会会長等职。

### 战后生涯
战后的1945年12月3日，铃木贞一被指定为甲级战犯。雖然他沒有到前線作戰，不過远东国际军事法庭以其在御前会议上主张开战為證據，判处终身监禁。服刑不到十年，1955年9月17日与桥本欣五郎、贺屋兴宣一起获得假释出狱，1958年獲得赦免。
赦免后，有“电力王”之称的松永安左エ門邀请他担任产业计划会议委员，岸信介内阁成立后的1959年，日本自由民主党邀请他出马参加参议院选举，他说：“我的时代已经过去了”、“一个曾经错误掌管国家的人，不会再一次坐回那个椅子了”，以此拒绝。可是雖然淡出政治，作为保守派的幕后人物，铃木贞一仍然保持着极大的影响力，后来的日本首相佐藤荣作、岸信介和福田赳夫、三木武夫都和他关系极为亲密。
1973年，85岁的铃木贞一從私人工作中退休，从東京都世田谷区回到出生的千叶县山武郡芝山町的家中居住，生活16年，度过了安静的余生，附近的居民还是按战前的习惯称他为“阁下”。
1989年7月15日，铃木贞一在家中去世，享嵩壽100岁。他是日本唯一活到平成时代的甲级战犯，也是其中寿命最长的一个。丧葬仪式在东京都杉并区的福相寺院举行，丧仪委员长是前首相福田赳夫。

## 年譜
- 1888年（明治21年）12月16日出生。
- 1910年（明治43年）
  - 5月 - 陸軍士官学校毕业（22期）。
  - 12月 - 晋升少尉，任步兵第18聯隊附。
- 1913年（大正2年）12月 - 晋升中尉。
- 1917年（大正6年）1月 - 陸軍大学校毕业（29期）。
- 1918年（大正7年）7月 - 任参謀本部附。
- 1919年（大正8年）1月 - 派遣到大藏省（～10月）。
- 1920年（大正9年）
  - 4月 - 晋升大尉。參謀本部部員（支那班）。
  - 11月 - 參謀本部附（駐上海）。
- 1922年（大正11年）2月 - 參謀本部員（作战課）。
- 1923年（大正12年）8月 - 參謀本部附（駐北京）。
- 1925年（大正14年）12月 - 晋升少佐，任步兵第48聯隊附。
- 1926年（大正15年）
  - 8月 - 步兵第48聯隊大隊長。
  - 12月 - 出使中国（～1927年5月）。
- 1927年（昭和2年）5月 - 參謀本部員（作战課）。
- 1929年（昭和4年）
  - 2月 - 出使英国（～10月）。
  - 12月 - 駐中国公使館武官補佐官（北京）。
- 1930年（昭和5年）3月 - 晋升中佐。
- 1931年（昭和6年）
  - 1月 - 軍務局附。
  - 8月1日 - 軍務局課員（支那班長）。
- 1933年（昭和8年）
  - 8月1日 - 新聞班長。
  - 12月20日 - 晋升大佐。
- 1934年（昭和9年）3月5日 - 陸軍大学校教官。
- 1935年（昭和10年）5月25日 - 内阁調査局調査官。
- 1936年（昭和11年）8月1日 - 步兵第14聯隊長。
- 1937年（昭和12年）11月1日 - 晋升少将。第16师团司令部附（内閣企画院調査官）。
- 1938年（昭和13年）
  - 4月14日 - 第3軍參謀長。
  - 12月16日 - 兴亚院政務部長。
- 1940年（昭和15年）
  - 8月1日 - 晋升中将。
  - 12月23日 - 兴亚院总務長官心得。
- 1941年（昭和16年）4月4日 - 編入預備役。任企画院總裁。
- 1943年（昭和18年）
  - 10月 - 貴族院議員（～1945年（昭和20年）12月）。
  - 11月 - 内閣顧問（～1944年（昭和19年）10月）。
- 1944年（昭和19年）9月 - 大日本産業報国会会長（～1945年（昭和20年）8月）。
- 1989年（平成元年）7月15日去世。

## 脚注
1. ↑  .   [2022-10-21]. （原始内容存档于2022-10-21）.
2. ↑  .   [2014-07-08]. （原始内容存档于2019-07-01）.
3. ↑  ＜遂行された国策「開戦」＞三国一朗ほか編『太平洋戦争前期 昭和史探訪.3』（番町書房のち角川文庫）
4. ↑  裁判では、陸軍中将ではなく、企画院総裁という文官としての立場で起訴されている。
5. ↑  『佐藤栄作日記』にも出てくる（朝日新聞社）